# Čadan
Čadan (anche traslitterata come Chadan; in russo Чадан?; in tuvano Чаданаа?, Čadanaa) è una città della Russia siberiana centro-meridionale, situata sul fiume omonimo 224 km a ovest della capitale Kyzyl; è il centro amministrativo del distretto di Dzun-Chemčik.
La cittadina è attestata dall'anno 1873, mentre ricevette lo status di città nel 1945; si trova sulla via di collegamento stradale fra Kyzyl e Tėėli.

## Società

### Evoluzione demografica[1]
Abitanti censitiAnno0200040006000800010.00012.00019591979200220102017Popolazione